# Tetrarogidae
Tetrarogidae es una familia de peces del orden Scorpaeniformes.

## Taxonomía y etimología
Tetraroginae, o Tetrarogidae, fue reconocido formalmente como grupo taxonómico en 1949 por el ictiólogo sudafricano James Leonard Brierley Smith. La quinta edición de Fishes of the World lo trata como una subfamilia de la familia de los peces escorpión Scorpaenidae, sin embargo, otras autoridades lo consideran una familia válida, Tetrarogidae. Un estudio colocó a los peces en un clado ampliado de peces piedra, dentro de la familia Synanceiidae, debido a que todos estos poseen un sable lagrimal que puede proyectar un mecanismo similar a una navaja automática justo debajo del ojo.
El nombre de la subfamilia se basa en el nombre del género Tetraroge, que fue descrito en 1860 por Albert Günther y significa «cuatro hendiduras», una alusión a las cuatro hendiduras en las branquias en comparación con las cinco hendiduras en las branquias de Pentaroge, considerado como sinónimo de Gymnapistes.

## Distribución y hábitat
Los peces de Tetraroginae se encuentran casi todos en el océano Índico y el oeste del Pacífico, la excepción es la especie Coccotropsis gymnoderma que se habita en el Atlántico sudoriental frente a Sudáfrica. Son peces demersales, principalmente marinos, pero algunas especies viven en agua salobre, y una de ellas, Notesthes robusta, pasa gran parte de su vida en los tramos de agua dulce de los ríos. El Tetraroge nigra, a veces llamado pez avispa de agua dulce, también se puede encontrar en agua dulce, aunque es principalmente salobre.